# Brent Mydland
Brent Mydland (21 de outubro de 1952 – 26 de julho de 1990) foi o quarto tecladista a tocar no Grateful Dead, uma banda estadunidense de Rock Progressivo. Ele ficou na banda por onze anos, sendo o tecladista que mais tempo permaneceu na banda.

## Biografia

### Começo
Nascido em Munique, na Alemanha, como filho de um capelão norueguês do Exército Estadunidense, Mydland mudou-se para São Francisco, na Califórnia, com seus pais, quando ele tinha apenas um ano de idade. Sua mãe, uma enfermeira do turno da noite, encourajou os talentos de Mydland, insistindo para que ele praticasse sua música durante duas horas por dia. Ele tocou trompete no Oakley Elementary School. Seus colegas da escola lembram-se de vê-lo praticando em um acordeão, e também piano, todos os dias após a escola. Mydland se graduou na "Liberty Union High School" em 1971.

### Grateful Dead
Em 1978, Brent Mydland já havia tocado em um projeto solo de Bob Weir, simplesmente chamado de Bob Weir Band. Em abril de 1979, ele se juntou ao Grateful Dead, substituindo Keith Godchaux, que havia deixado a banda em fevereiro daquele mesmo ano. Mydland tocou também (de 1980 a 1981) em outra banda de Bob Weir, conhecida como Bobby and the Midnites. O último shoes de Mydland com o Grateful Dead ocorreu em 23 de julho de 1990, no "The World Music Theater" (hoje "Tweeter Center") localizado no Tinley Park, em Illinois.
Mydland rapidamente tornou-se parte integral fo Grateful Dead, não apenas por causa de suas contribuições durante os momentos de composição da banda, mas também por causa de seu grande talento. O álbum Go to Heaven (de 1980) trazia duas músicas de Mydland, "Far From Me" e "Easy to Love You". A segunda música havia sido escrita em colaboração com John Perry Barlow.
No próximo álbum, In the Dark (de 1987), Mydland co-escreveu a provocante "Hell in a Bucket", ao lado de Bob Weir e Barlow. Ajudou também a escrever a música "Tons of Steel". O álbum Built to Last (de 1989) trazia diversos trabalhos de Mydland, mais notavelmente a melancólica "Just a Little Light". "We Can Run", uma música sobre o meio-ambiente, e a áspera "I Will Take You Home" (escrita com Barlow em homenagem às duas filhas de Mydland).
Mydland tocou diversos tipos de teclados, pianos e sintetizadores, incluindo um Piano Rhodes. O órgão Hammond (modelo B-3), que pertenceu a Ron "Pigpen" McKernan, ficou com ele durante toda a sua jornada no Grateful Dead.

### Morte
Mydland faleceu devido a uma overdose de drogas em sua casa na "My Road" em Lafayette, Califórnia, Estados Unidos no dia 26 de julho de 1990. Pouco tempo após uma turnê da banda. Foi sepultado em Oakmont Memorial Park, Lafayette. Ele foi substituído por Vince Welnick.

## Discografia

### Álbuns do Grateful Dead (de estúdio e ao vivo)
- Go to Heaven – 1980
- Reckoning – 1981
- Dead Set – 1981
- In the Dark – 1987
- Dylan & the Dead - 1989
- Built to Last – 1989
- Without a Net - 1990

### Retrospectiva de álbuns ao vivo do Grateful Dead
- Infrared Roses –1991
- Grayfolded – 1994
- Dick's Picks Volume 5 – 1996
- Dozin' at the Knick – 1996
- Dick's Picks Volume 6 – 1996
- Terrapin Station (Limited Edition) – 1997
- Fallout from the Phil Zone – 1997
- Dick's Picks Volume 13 – 1999
- View from the Vault, Volume One – 2000
- Dick's Picks Volume 21 – 2001
- Nightfall of Diamonds – 2001
- Postcards of the Hanging – March 2002
- View from the Vault, Volume Three – 2002
- Go to Nassau – 2002
- View from the Vault, Volume Four – 2003
- Dick's Picks Volume 32 – 2004
- Truckin' Up to Buffalo – 2005
- Road Trips Volume 1 Number 1 – 2007
- Road Trips Volume 3 Number 1 – 2009

### Colaboração com outros artistas
- Silver – Silver – 1976
- Sweet Surprise – Eric Andersen – 1976
- Bobby & the Midnites – Bobby and the Midnites – 1981
- A Wing and a Prayer – Matt Kelly – 1985
- Down in the Groove – Bob Dylan – 1988
- New Frontier – New Frontier – 1988